# Pseudopogonogaster
Pseudopogonogaster – rodzaj modliszek z podrzędu Eumantodea i rodziny Thespidae, jedyny z monotypowej podrodziny Pseudopogonogastrinae. Obejmuje cztery opisane gatunki.

## Morfologia
Modliszki niewielkich rozmiarów, osiągające od 23 do 27 mm długości ciała. Ubarwienie miewają różnorodne; występują różne odcienie i kombinacje zielni, szarości, bieli, brązu i czerni. Zarówno na ciele, jak i na odnóżach obecny jest ciemniejszy wzór.
Głowa cechuje się słabo wykształconym, wklęsłym w widoku grzbietowym, i bardzo nieznacznie wyniesionym ponad wyobrażoną linię łączącą szczyty oczu w widoku przednim ciemieniem oraz w takim samym stopniu wyniesionymi nabrzmiałościami okołoocznymi. Poprzeczna płytka czołowa ma wyraźne guzki przy bocznych brzegach. Guzek widnieje również pośrodku nadustka.
Tułów ma rozszerzenia nadbiodrowe dobrze zaznaczone. Przedplecze ma boczne krawędzie drobno ząbkowane, czasem u samców nieząbkowane. W prozonie przedplecza leżą dwa widoczne przy patrzeniu z boku guzki. Metazona ma część nasadową nabrzmiałą, dalej jest przewężona, a w części odsiebnej zaopatrzona w wyraźne wzgórki. U samic na śródpleczu i zapleczu występują odgięte wyrostki dystalne. Skrzydła samców są porośnięte szczecinkami i w pozycji spoczynkowej w przypadku obu par sięgają poza wierzchołek płytki subgenitalnej; tegminy są długie i wąskie, a skrzydła drugiej pary mają liczne, kontrastujące, ciemne kropki. Samice są całkowicie bezskrzydłe. Chwytne odnóże przedniej pary ma udo pozbawione wyraźnego dołka, zaopatrzone w 12 kolców przednio-bocznych, cztery kolce tylno-brzuszne i cztery kolce dyskoidalne, spośród których ten najbliższy nasadzie uda nie jest dłuższy od następnego. Goleń odnóża tej pary cechuje się z kolei obecnością sześciu kolców tylno-bocznych i od 8 do 11 kolców przednio-bocznych. Odnóża pary środkowej i tylnej są długie i chude, pozbawione kolców.
U samic na odwłoku występują rozmaite wyrostki i płatowate wypustki oskórka upodabniające owada do porostów; wypustki tergitów drugiego, trzeciego i czwartego są bardziej rozbudowane niż pozostałych. U samca odwłok jest smukły, o znacznie słabiej wykształconych wypustkach, które na tergitach od drugiego do czwartego są u osobników dorosłych uwstecznione i schowane pod skrzydłami. Kształt płytki nadodbytowej jest języczkowaty. Genitalia samca mają całkowicie zesklerotyzowane fallomery. Lewy fallomer ma wzdłużnie rowkowaną apofizę falloidalną i całkowicie wyodrębnioną od fallomeru brzusznego blaszkę grzbietową. Z kolei fallomer brzuszny ma na krawędzi prawej krótki, nasadowo umieszczony i doogonowo sterczący wyrostek.

## Ekologia i występowanie
Owady te zasiedlają górskie lasy tropikalne, dochodząc do rzędnych 3500 m n.p.m. Bytują na drzewach wśród roślinności epifitycznej. Stosują kamuflaż względem porostów.
Przedstawiciele rodzaju zamieszkują krainę neotropikalną i ograniczeni są do Ameryki Południowej. Zamieszkują północną część Andów. Wykazywani są z Kolumbii, Ekwadoru i Peru.

## Taksonomia i ewolucja
Rodzaj i gatunek typowy, P. mirabilis, opisane zostały w 1942 roku przez Maxa Beiera na łamach „Annalen des Naturhistorischen Museums in Wien”. W 1982 roku P.S. Terra opisał nowy gatunek i rodzaj Calopteromantis hebardi. Rodzaj ów zsynonimizowali z omawianym Julio Rivera, Hiromi Yagui i Reinhard Ehrmann w 2011 roku.
W systemie Ehrmanna i Rogera Roya z 2002 roku Pseudopogonogaster klasyfikowany był w plemieniu Miopterygini i podrodzinie Miopteryginae w obrębie Thespidae; w 2013 roku nazwy plemienia i podrodziny zostały przez Roya skorygowane na Miobantini i Miobantiinae. W bazującym na wynikach molekularnej analizy filogenetycznej systemie Julia Riviery i Gavina J. Svensona z 2016 roku utworzono dla omawianego rodzaju monotypową podrodzinę Pseudopogonogastrinae w obrębie Thespidae. W uwzględniającym także dane morfologiczne systemie Chirstiana J. Schwarza i Roya z 2019 roku klasyfikację tę podtrzymano.
Do rodzaju tego należą cztery opisane gatunki:
- Pseudopogonogaster hebardi Terra, 1982
- Pseudopogonogaster kanjaris Rivera et Yagui, 2011
- Pseudopogonogaster mirabilis Beier, 1942
- Pseudopogonogaster muscosa Salazar, 2000.

Według wyników analiz Riviery i Svensona z 2016 roku oraz Schwarza i Roya z 2019 roku Pseudopogonogastrinae zajmują w obrębie rodziny Thespidae pozycję bazalną.